# 안드로이드 0.9
안드로이드 0.9는 안드로이드의 2번째 버전이다. 위젯 기능이 추가되었다. 후속 버전인 안드로이드 1.0의 베타 버전이라고 생각하면 된다.
| 이전 안드로이드 0.5 | 안드로이드 0.9 2008 | 이후 안드로이드 1.0 |